# Supercopa d'Espanya de futbol 2025
La Supercopa d'Espanya 2024–25 fou la 41a edició de la Supercopa d'Espanya, una competició anual de futbol per a clubs del sistema de lliga espanyola de futbol que van tenir èxit en les seves principals competicions la temporada anterior. Va ser disputada a Jiddah, Aràbia Saudita. El Reial Madrid defensava el títol obtingut l'any anterior.
El campió fou el FC Barcelona, que va guanyar la final al Reial Madrid per 2 a 5, i va estendre així el seu rècord de triomfs a la competició, amb el quinzè títol.

## Qualificació
El torneig comptava amb els guanyadors i subcampions de la Copa del Rei i de la Lliga 2023-24.

### Equips classificats
Els següents quatre equips es van classificar pel torneig.
| Equip         | Mètode de qualificació               | Participació | Última aparició com a | Altres anys  | Altres anys | Altres anys    |
| Equip         | Mètode de qualificació               | Participació | Última aparició com a | Guanyador(s) | Subcampions | Semifinalistes |
| ------------- | ------------------------------------ | ------------ | --------------------- | ------------ | ----------- | -------------- |
| Athletic Club | Campió de la Copa del Rei 2023-24    | 7ena         | Finalista el 2022     | 3            | 3           | –              |
| Reial Madrid  | Campió de la lliga 2023-24           | 21ena        | Campió el 2022        | 13           | 6           | 1              |
| RCD Mallorca  | Finalista de la Copa del Rei 2023-24 | 3ra          | Finalista el 2003     | 1            | 1           | –              |
| FC Barcelona  | Segon de la lliga 2023-24            | 29ena        | Finalista el 2024     | 14           | 12          | 2              |

## Seu
Els tres partits es disputen a la Ciutat Esportiva del rei Abdullah de Jiddah, Aràbia Saudita.
| Jiddah Ubicació de la ciutat amfitriona de la Supercopa d'Espanya de 2025. | Ciutat            | Estadi                            |
| -------------------------------------------------------------------------- | ----------------- | --------------------------------- |
| Jiddah Ubicació de la ciutat amfitriona de la Supercopa d'Espanya de 2025. | Jiddah            | Ciutat Esportiva del rei Abdullah |
| Jiddah Ubicació de la ciutat amfitriona de la Supercopa d'Espanya de 2025. |                   |                                   |
| Jiddah Ubicació de la ciutat amfitriona de la Supercopa d'Espanya de 2025. | Capacitat: 62,345 |                                   |

## Partits
- Els horaris són UTC+3.

### Quadre
|  | Semifinals            | Semifinals   |                        |   | Final | Final |
|  |                       |              |                        |   |       |       |
|  | 9 gener 2025 – Jiddah |              |                        |   |       |       |
|  |                       |              |                        |   |       |       |
|  | Reial Madrid          | 3            |                        |   |       |       |
|  | Reial Madrid          | 3            | 12 gener 2025 – Jiddah |   |       |       |
|  | RCD Mallorca          | 0            |                        |   |       |       |
|  | RCD Mallorca          | 0            | Reial Madrid           | 2 |       |       |
|  | 8 gener 2025 – Jiddah |              | Reial Madrid           | 2 |       |       |
|  |                       | FC Barcelona | 5                      |   |       |       |
|  | Athletic Club         | FC Barcelona | 5                      | 0 |       |       |
|  | Athletic Club         |              |                        | 0 |       |       |
|  | FC Barcelona          | 2            |                        |   |       |       |
|  | FC Barcelona          | 2            |                        |   |       |       |

### Semifinals
| Athletic Club | 0–2     | FC Barcelona         |
| ------------- | ------- | -------------------- |
|               | Informe | Gavi 17' · Yamal 52' |

| Reial Madrid                                          | 3–0     | RCD Mallorca |
| ----------------------------------------------------- | ------- | ------------ |
| Bellingham 63' · Valjent 90+2' (p.p.) · Rodrygo 90+5' | Informe |              |

### Final
| Reial Madrid            | 2–5     | FC Barcelona                                                        |
| ----------------------- | ------- | ------------------------------------------------------------------- |
| Mbappé 5' · Rodrygo 60' | Informe | Yamal 22' · Lewandowski 36' (p.) · Raphinha 39', 48' · Balde 45+10' |